# Перховичи (Брестская область)
Перховичи (бел. Перхавічы, транслитерация — Pierchavičy) — агрогородок в Барановичском районе Брестской области на западе Республики Беларусь. Посёлок входит в состав Полонковского сельсовета.

## География
Перховичи расположены в 32 км к северо-западу от Барановичей, в 15 км от железнодорожной станции Мицкевичи на линии Барановичи-Лида, в 2 км от реки Исса.

## История
В 1905 году Перховичи находились в Люшневской волости Слонимского уезда Гродненской губернии. Рядом с деревней находились 2 одноимённых имения. Главными занятиями населения были земледелие, скотоводство, промыслы: прядение, ткачество и другие.
С 1921 года поселение находилось в составе Польши, в Люшневской гмине Слонимского уезда.
В 1939 году посёлок вошёл в состав БССР. С 15 января 1940 года Переховичи находились в Новомышском районе, с 8 января 1954 года — в Брестской области, а с 8 апреля 1957 года — в Барановичском районе. С 22 марта 1962 года по 1986 год поселение являлось центром сельсовета.

## Население
В 1905 году в Перховичах жило 315 человек, из них в имениях жило 34 человека. Население по переписи 2019 года составляло 171 человек.
| Численность населения (по переписи) | Численность населения (по переписи) | Численность населения (по переписи) | Численность населения (по переписи) | Численность населения (по переписи) |
| 1921                                | 1959                                | 1999                                | 2009                                | 2019                                |
| ----------------------------------- | ----------------------------------- | ----------------------------------- | ----------------------------------- | ----------------------------------- |
| 196                                 | ↗335                                | ↘330                                | ↘258                                | ↘171                                |

## Инфраструктура
В Перховичах работают усадьба колхоза, ремонтно-механические мастерские, ветеринарный участок, базовая школа, дом культуры, библиотека, фельдшерско-акушерский пункт, магазин, отделение связи, автоматическая телефонная станция.
В 1921 году в Перховичах было 35 дворов, а в 1998 году — 88.

## Достопримечательности
- Памятник землякам. Для увековечения памяти 69 земляков, погибших в Великой Отечественной войне. В 1970 году установлен обелиск[11].